# Харухиса Хасегава
Харухиса Хасегава (на японски: 長谷川 治久) е японски футболист.

## Национален отбор
Записал е и 15 мача за националния отбор на Япония.
| Япония | Япония | Япония |
| Година | Мачове | Голове |
| ------ | ------ | ------ |
| 1978   | 4      | 0      |
| 1979   | 1      | 0      |
| 1980   | 9      | 4      |
| 1981   | 1      | 0      |
| Общо   | 15     | 4      |